# Histoire de l'amour et de la haine
Histoire de l’amour et de la haine est un roman de Charles Dantzig, publié chez Grasset en 2015.

## Résumé
Histoire de l’amour et de la haine se passe à Paris, entre la première des manifestations opposées au mariage homosexuel, et la dernière. Le roman multiplie les fils narratifs, puisque le lecteur est invité à suivre les trajectoires de sept personnages principaux. Il s’agit d’abord de Ferdinand Furnesse, un jeune étudiant qui s’éveille aux sens et à l’amour au milieu des manifestations et des vociférations grossières proférées par son père, le député Furnesse, qui a pris la tête de la fronde réactionnaire opposée à la loi. Il y a Jules, l’ami de Ferdinand qui est amoureux de lui, tandis que celui-là préfère les filles. Aaron et Armand forment un couple heureux, qui vit dans un bel appartement du Marais, avec leur amie Anne, dont la trop grande beauté complique sa quête amoureuse. Enfin, il s’agit de Pierre Hesse, un écrivain qui peine à trouver le courage de se remettre à écrire, et qui s’efforce de ne pas tomber amoureux de Ginevra.
Alors que souffle dans Paris un vent de haine et de violence si contraire à l’image que cette ville se fait d’elle-même, tous ces personnages tentent de vivre tant bien que mal et d’être heureux. Mais les destins individuels des personnages se détachent également sur fond d’un combat collectif dont les figures historiques ou imaginaires peuplent le roman.

## Réception critique
Fidèle à son goût des formes esthétiques à la fois complexes et ludiques, Charles Dantzig n’a pas choisi la forme du roman traditionnel. « Histoire de l’amour et de la haine est un roman en forme de manuel, qui questionnerait justement le roman dans sa forme.» Ce manuel, organisé par thèmes, rassemble autant d’études de cas, comme « mode d’emploi de la sympathie » ou encore « traitement des salauds », que le lecteur peut lire et relire en fonction de ses besoins. Le roman propose ainsi une manière de lire complémentaire à la narration suivie.
Cette construction savante permet à l’auteur d’éviter le type du livre « à sujet ». Il se situe en effet « aux antipodes de la mode de la confession réaliste et des documentaires sans âme». Si ce roman est un roman engagé, il ne l’est pas à la manière des romans à thèse, mais parce qu’en tentant de comprendre les répercussions qu’un événement peut avoir sur les individus, il peut se lire comme un manuel à l’usage de ceux qui tentent de survivre dans une société qui maltraite l’amour . 
Sans tomber dans les travers de la confidence intimiste ou du pamphlet, l’auteur fait passer son indignation, mais affirme également sa joie de vivre, dans ce roman qui se termine par un mariage. Ce travail de la forme est ce qui permet à Charles Dantzig de résister lorsque les temps se font difficiles et que l’informe menace, et de mettre dans son roman tout à la fois « Une voix, une esthétique, un art de vivre».